# روبرت بارنويل
روبرت بارنويل هو سياسي أمريكي، ولد في 21 ديسمبر 1761 في بيافورت في الولايات المتحدة، وتوفي بنفس المكان في 24 أكتوبر 1814. نشط حزبياً في Pro-Administration Party (United States) ‏. وقد انتخب عضو مجلس نواب كارولاينا الجنوبية ‏ (24 نوفمبر 1794 – 19 ديسمبر 1801) وانتخب عضو مجلس النواب الأمريكي.